# Bogdana Ligęza-Drwal

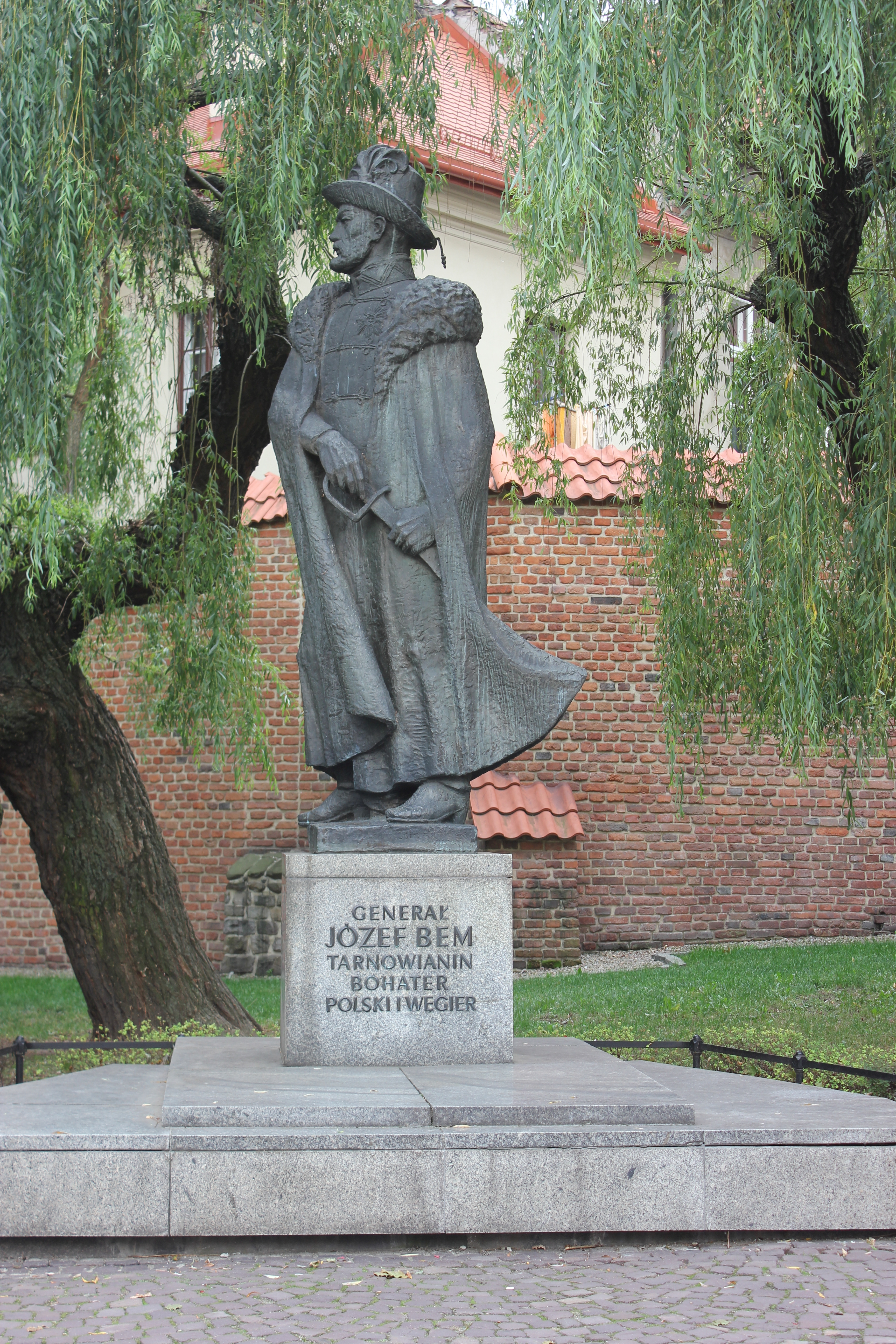
Pomnik Józefa Bema w Tarnowie

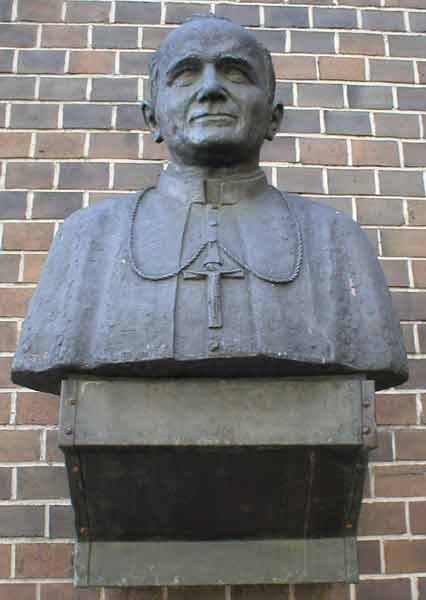
Popiersie papieża Jana Pawła II autorstwa Bogdany Ligęzy-Drwal

Bogdana Ligęza-Drwal (ur. 30 sierpnia 1931 w Krakowie) – rzeźbiarka, absolwentka ASP w Krakowie, jedna z czołowych artystek Tarnowa.

## Życiorys
Studiowała w Wyższej Szkole Sztuk Plastycznych w Poznaniu w latach 1950–51, a w latach 1951–1956 na Akademii Sztuk Pięknych w Krakowie na Wydziale Rzeźby. Znana ze swoich realizacji pomnikowych (m.in. pomnik Józefa Bema w Tarnowie z 1985 roku), jak również sakralnych (głównie w diecezji tarnowskiej oraz bielsko-żywieckiej). Zaprojektowała m.in. wystrój wnętrza kościoła w Krzeczowie, czy mozaiki w kościele w Niepokalanowie. Autorka kilku zrealizowanych pomników Jana Pawła II (Złota 1984 i 1989, Czarna Białostocka 1994, Groń Jana Pawła II 2001). Jej autorstwa jest wielokrotnie powielane, bez jej zgody, popiersie papieża Polaka (zrealizowane dla Czarnej Białostockiej), znajdujące m.in. w (oraz na) kościołach garnizonowych w Gliwicach, Katowicach, Lublinie, Jeleniej Górze, katedrze WP w Warszawie, przy seminarium w Gościkowie-Paradyżu.